# ببغاء التين برتقالي الصدر
ببغاء التين برتقالي الصدر (الاسم العلمي: Cyclopsitta gulielmitertii) (بالإنجليزية: Orange-breasted fig parrot)‏ ، هو نوع ينتمي إلى بستاكوليداي (فصيلة: Psittaculidae) .